# Liga Balcanică
Liga Balcanică este o alianță între Serbia, Muntenegru, Grecia și Bulgaria împotriva Imperiului Otoman în timpul războaielor balcanice.
După izbucnirea războiului italo-turcesc din 1911, statele balcanice au înțeles nevoia de cooperare în lupta împotriva otomanilor. La această înțelegere s-au adăugat presiunile diplomatice rusești, ducând în cele din urmă la semnarea unei alianțe defensive bilaterale secrete între Serbia și Bulgaria la 13 martie 1912, extinsă printr-un contract militar la 12 mai.
Grecia, nedorind să fie lăsată la o parte dintr-o eventuală alianță împotriva Imperiului Otoman, și dintr-o eventuală împărțire a teritoriilor, a început negocierile cu Bulgaria pentru o alianță defensivă, negocieri materializate prin semnarea tratatului greco-bulgar la Sofia la 29 mai 1912. Această înțelegere a fost apoi urmată de una asemănătoare între Bulgaria și Muntenegru, astfel formându-se un sistem de alianțe în Balcani, îndreptat împotriva otomanilor.
Această situație nu a rămas neobservată printre Marile Puteri. Franța, care vedea Liga ca pe un plan rusesc de a-și impune dominația în Balcani, s-a găsit aliată cu Austro-Ungaria, care la rândul ei nu dorea un stat sârbesc puternic la granițele ei sudice, și, împreună cu celelalte puteri, a emis un avertisment dur statelor balcanice.
Totuși, ocazia era prea bună pentru a fi irosită de Liga Balcanică, deoarece Imperiul Otoman era slăbit și confruntat cu probleme interne majore. Guvernele aliate și-au intensificat pregătirile militare și diplomatice. În ultimele zile ale lunii septembrie, statele balcanice și Imperiul Otoman și-au mobilizat armatele. Primul stat care a declarat război a fost Muntenegru, la 8 octombrie 1912, pornind primul război balcanic. Celelalte trei state, după elaborarea unui ultimatum trimis Porții la 13 octombrie, au declarat război la 17 octombrie.
În timpul războiului, armatele creștine combinate au distrus efectiv puterea otomană în Europa într-o serie de victorii. Totuși, triumful Ligii a fost de scurtă durată. Certurile dintre statele aliate au continuat, și, după încheierea cu succes a războiului, au ieșit din nou la suprafață, în special legate de împărțirea Macedoniei. Tensiunile crescânde au dezintegrat efectiv Liga, și al doilea război balcanic a izbucnit între foștii aliați, Bulgaria luptând împotriva Serbiei și Greciei, cărora li s-au alăturat mai târziu România și Imperiul Otoman.